# West Finchley (Metropolitano de Londres)
West Finchley é uma estação do Metrô de Londres em Finchley no borough londrino de Barnet, em Londres. A estação fica na Northern line.

## História
A estação foi inaugurada pela London & North Eastern Railway (LNER) em 1 de março de 1933 em sua linha para High Barnet. Ela foi inaugurada para atender a novos empreendimentos habitacionais na área e foi construída com apenas estruturas de estação modestas desde o início. Muitos acessórios foram retirados de estações no norte da Inglaterra. Foi escrito que a passarela veio da Wintersett and Ryhill na Barnsley Coal Railway em Yorkshire, que fechou em 1930. No entanto, essa passarela parece diferente e Jago Hazzard especula que ela realmente veio da próxima estação naquela linha, Notton and Royston.